# Ure kralja Mina
Ure kralja Mina je naslov slovenske pravljice Bine Štampe Žmavc iz leta 1996.
Zgodba pripoveduje o kralju Minu, ki ni bil zadovoljen sam s sabo, saj se je počutil starega. Hotel se je pomladiti tako, da bi upočasnil čas. To mu je uspelo z Urarčkovo pomočjo, a ko se je to zgodilo, je bilo vse obrnjeno na glavo. Pekovkin kruh je bil zanič, ribičeva mreža je bila prazna, vrtnarjeve rože so ovenele ... Vsi so se pritoževali nad njegovimi urami, kralj pa je upal, da bo čez čas, ko se bodo navadili nanje, bolje. To se ni zgodilo. Naslednji dan ni bil nič boljši od prvega. Pritožbena pisma so se kar vrstila na kraljevem gradu. 
Kralj je bil žalosten, slabe volje in pekla ga je vest, saj je hotel popraviti storjeno škodo. Prosil je za pomoč Urarčka in on mu je z veseljem pomagal. Pred tem pa ga je preizkušal z vprašanji, ki so kazala na to, če je kralj res pripravljen ponovno zaživeti v »starem« času z neupočasnjenimi urami. Kralj se je strinjal. Žal mu je bilo in hotel se je oddolžiti oškodovanim z njegovimi upočasnjenimi urami. To je storil tako, da je vsakemu dal tri rdeče kraljeve dragulje in počutil se je prerojenega, ker je storil nekaj dobrega.